# Іванча
Іванча (рум. Ivancea) — село в Оргіївському районі Молдови. Адміністративний центр однойменної комуни, до складу якої також входять села Бренешть та Фурчень.

## Населення
За даними перепису населення 2004 року у селі проживали 2138 осіб.
Національний склад населення села:
| Національність       | Кількість осіб | Відсоток   |
| -------------------- | -------------- | ---------- |
| молдавани румуни     | 1052 27        | 49,2% 1,3% |
| українці             | 932            | 43,6%      |
| росіяни              | 94             | 4,4%       |
| гагаузи              | 11             | 0,5%       |
| євреї                | 2              | 0,1%       |
| поляки               | 2              | 0,1%       |
| інша / без відповіді | 18             | 0,8%       |
| Всього               | 2138           | 100%       |